# 176年
| 千纪： | 1千纪                                                                                           |
| 世纪： | 1世纪 \| 2世纪 \| 3世纪                                                                         |
| 年代： | 140年代 \| 150年代 \| 160年代 \| 170年代 \| 180年代 \| 190年代 \| 200年代                       |
| 年份： | 171年 \| 172年 \| 173年 \| 174年 \| 175年 \| 176年 \| 177年 \| 178年 \| 179年 \| 180年 \| 181年 |
| 纪年： | 丙辰年（龙年）；东汉熹平五年                                                                    |

## 大事记
- 永昌太守曹鸞上書為「黨人」鳴冤，要求解除禁錮，靈帝不但沒有聽從，反而收捕並處死曹鸞。接著，靈帝又下詔書，凡是党人門生、故吏、父子、兄弟中任官的，一律罷免，禁錮終身，並牽連五族。黨錮的範圍擴大，波及更多的無辜者。

## 各国领袖

### 非洲
- 库施
  - 国王：Aritenyesbokhe（175年－190年）

### 亚洲
- 中国
  - 东汉：
    - 皇帝：汉灵帝（168年－189年）
- 朝鲜
  - 百济：
    - 国王：肖古王（166年－214年）

  - 高句丽：
    - 国王：新大王（165年－179年）

  - 新罗：
    - 国王：阿达罗尼师今（154年－184年）

### 欧洲
- 高加索伊比里亚
  - 国王：法斯曼三世（145年－185年）
- 罗马帝国
  - 皇帝：马可·奥勒留（161年－180年）

### 中东
- 奥斯若恩
  - 国王：Abgar VIII（167年－177年）
- 安息
  - 国王：沃洛吉斯四世（147年－191年）

## 出生
- 刘辩（176年-190年）14岁，东汉少帝、弘农王。[1]
- 馬超（176年-222年）46岁，三國時期蜀漢著名將領。
- 法正（176年-220年）44歲，為劉蜀著名謀士。
- 陳武（176年-215年）39岁，東漢未年群雄孫權麾下將領。